# Eugen Damm

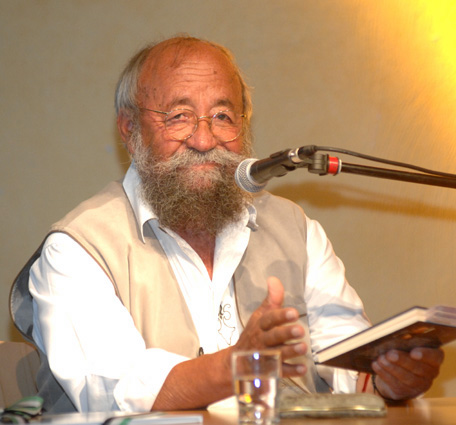
Eugen Damm 2011

Eugen Damm (* 9. Mai 1936 in Kaiserslautern; † 8. November 2017 ebenda) war ein deutscher Schauspieler und Pfälzer Mundartdichter.

## Leben

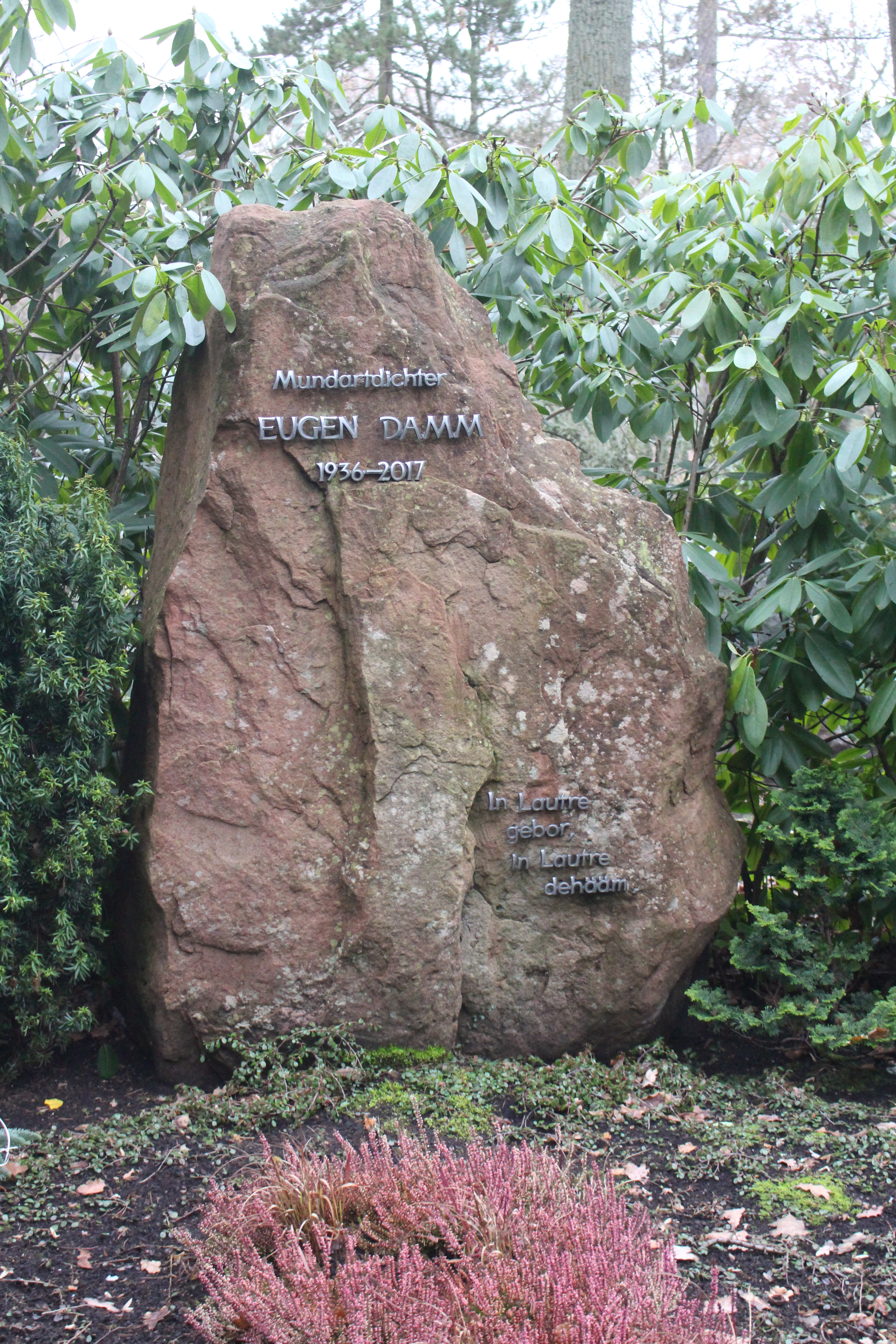
Grabstätte von Eugen Damm, Hauptfriedhof Kaiserslautern

Eugen Damm wurde 1936 in Kaiserslautern geboren und wuchs im „Rundbau“ zwischen König- und Albert-Schweitzer-Straße auf. Ursprünglich als Zollbeamter und Gerichtsvollzieher tätig, wurde er in den 50er-Jahren in der Fasenacht aktiv und entwickelte sich weiter zum Mundartdichter, Buch-, Bühnen- und Fernsehautor, Rundfunkredakteur, Liederkomponist, Glossenschreiber und Volksschauspieler. Damm war Gründer und bis zu dessen Auflösung 2004 Leiter des Lautrer Altstadttheaters in Kaiserslautern. Er war freier Mitarbeiter des Saarländischen Rundfunks, des Südwestrundfunk und von Radio RPR, und auch bei Antenne Kaiserslautern 96.9 mit dem Mundartprogramm „Hannewackel und Jackobine“ vertreten.
Zahlreiche Bücher wurden von Damm veröffentlicht und er war Verfasser von sechs Bühnenstücken. Er war Mitglied im Literarischen Verein der Pfalz.
Damm war verheiratet und hatte drei erwachsene Kinder.

## Ehrungen
- Mehrfacher Preisträger beim Bockenheimer Mundart-Dichterwettstreit.[4]
- Träger des Wachssiegels[3] und des Barbarossasiegels der Stadt Kaiserslautern, das ihm am 23. Oktober 2004 in Würdigung seiner Verdienste um das pfälzische Kulturgut verliehen wurde.[7]
- Träger der Verdienstmedaille des Landes Rheinland-Pfalz.[4]
- Der Brunnen im Kaiserslauterer „Rundbau“ wurde am 20. April 2017 nach ihm benannt.[8][2]

## Werke (Auswahl)
- Moi Nachtdischlamp, Gedichte. Gondrom, Kaiserslautern 1986, 2. Aufl., ISBN 978-3-88874-504-1.
- "De Pälzer ehr Dreifaltichkäät": mund(art)gerechte Spezialitäten. Gondrom, Kaiserslautern 1988, ISBN 3888745098.
- Ääs: ein Volksstück in 4 Aufzügen in pfälzischer Mundart, 1991.
- Als Pälzer gebor..., Gedichte. Gondrom, Kaiserslautern 1991, ISBN 978-3-88874-512-6.
- De Dibbelschisser. Gondrom, Kaiserslautern 1994, ISBN 3888745187.